# Красни (Смоленска област)
Красни (рус. Красный) насељено је место са административним статусом варошице (рус. посёлок городского типа) на западу европског дела Руске Федерације. Насеље је смештено у централном делу Красњенског рејона, на западу Смоленске области.
Према процени из 2014. у вароши је живело 4.197 становника.

## Географија
Варошица се налази на око 45 км северозападно од административног центра области, града Смоленска и на око 18 км јужно од станице Гусино на линији железничког и аутопута који повезује Москву са Брестом и Варшавом.

## Историја
Насеље Красни се у писаним изворима први пут помиње 1165. године под именом Красјен (рус. Красен) када је смоленски књаз Давид Ростиславич након освајања Витепска насеље Красјен предао у феуд свом вазалу, витепском књазу Роману. Током XVII века насеље је прелазило из руке у руку између Руске Империје и Пољско-литванске државе, да би на крају коначно постало делом Русије 1654. године.
Године 1776. дотадашње село Красни добија административни статус градског насеља и постаје административним средиштем истоименог округа Смоленске губерније.
Код Красног су се током руско-француских ратова 1812. одржале две велике битке, прва 2. августа, а друга 3—6. новембра када су наполеонове трупе доживеле велики пораз.
Након што је крајем XVIII века насеље деградирано у ранг села, административно је уређено као варошица 1965. године.

## Демографија
Према подацима са пописа становништва 2010. у варошици је живело 4.349 становника, док је према проценама за 2014. насеље имало 3.446 становника.
| 1979. | 1989. | 2002. | 2010. | 2014. |
| ----- | ----- | ----- | ----- | ----- |
| ---   | 5.087 | 4.714 | 4.349 | 4.197 |